# La belle epoque (sång)
La belle epoque är en låt av den svenska rockgruppen Kent, utgiven som den första singeln från deras elfte studioalbum Tigerdrottningen 2014. Låten nådde som bäst åttonde plats på Sverigetopplistan.

## Låtlista
Digital nedladdning
1. "La belle epoque" – 3:57

Limited Edition 7"-vinyl
1. "La belle epoque" – 3:58
2. "La belle epoque" (Instrumental) – 3:58

## Listplaceringar
| Lista (2014, 2016)          | Högsta placering |
| --------------------------- | ---------------- |
| Sverige (Sverigetopplistan) | 8                |